# Brachymenium angustatum
Brachymenium angustatum là một loài rêu trong họ Bryaceae. Loài này được Schimp. mô tả khoa học đầu tiên năm 1872.